# Accessori della PlayStation 3
Panoramica sulle periferiche PlayStation specifiche per la PlayStation 3.

## Sixaxis

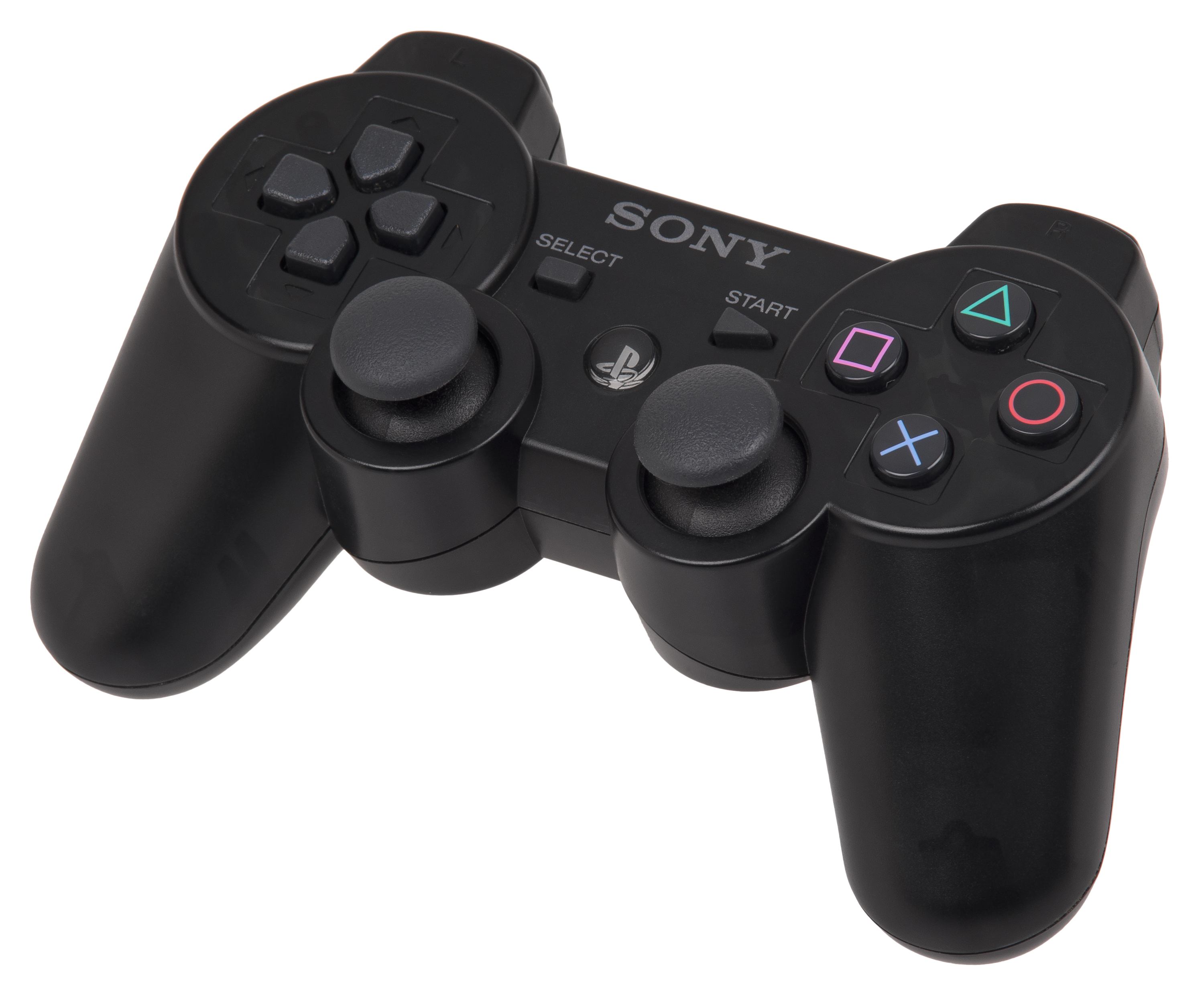
Sixaxis

Il controller wireless Sixaxis (SCPH-98040/CECHZC1) (marchio commerciale "SIXAXIS") era il controller wireless ufficiale per PlayStation 3 fino a quando non venne sostituito dal DualShock 3. In Giappone, i singoli controller Sixaxis erano disponibili per l'acquisto contemporaneamente al lancio della console. Tutti i controller Sixaxis, ad eccezione di quelli in bundle con una console, sono stati venduti senza cavo mini da USB a USB. "Sixaxis" si riferisce anche alla tecnologia di rilevamento del movimento utilizzata nei controller Sixaxis e DualShock 3.
Il suo design è un'evoluzione del controller DualShock 2, mantenendo i pulsanti sensibili alla pressione, il layout e la forma di base. A differenza del DualShock 2, tuttavia, si tratta di un controller wireless Bluetooth (funzionerà anche come controller cablato tramite USB) e dispone della tecnologia di rilevamento del movimento. Inoltre non dispone di motori di vibrazione (questi sono stati aggiunti nuovamente nel DualShock 3). I pulsanti L2 e R2 sono stati sostituiti con trigger analogici e la precisione degli stick analogici è stata aumentata da 8 bit a 10 bit. Al posto del pulsante "Analogico" c'è un pulsante etichettato con il logo PlayStation, che consente l'accesso al menu di sistema. Anche la parte inferiore del case è leggermente allargata per ospitare la batteria interna. Il Sixaxis è costruito in plastica leggermente traslucida, anziché in plastica opaca utilizzata sul DualShock 2 (e sul successivo DualShock 3).

## DualShock 3

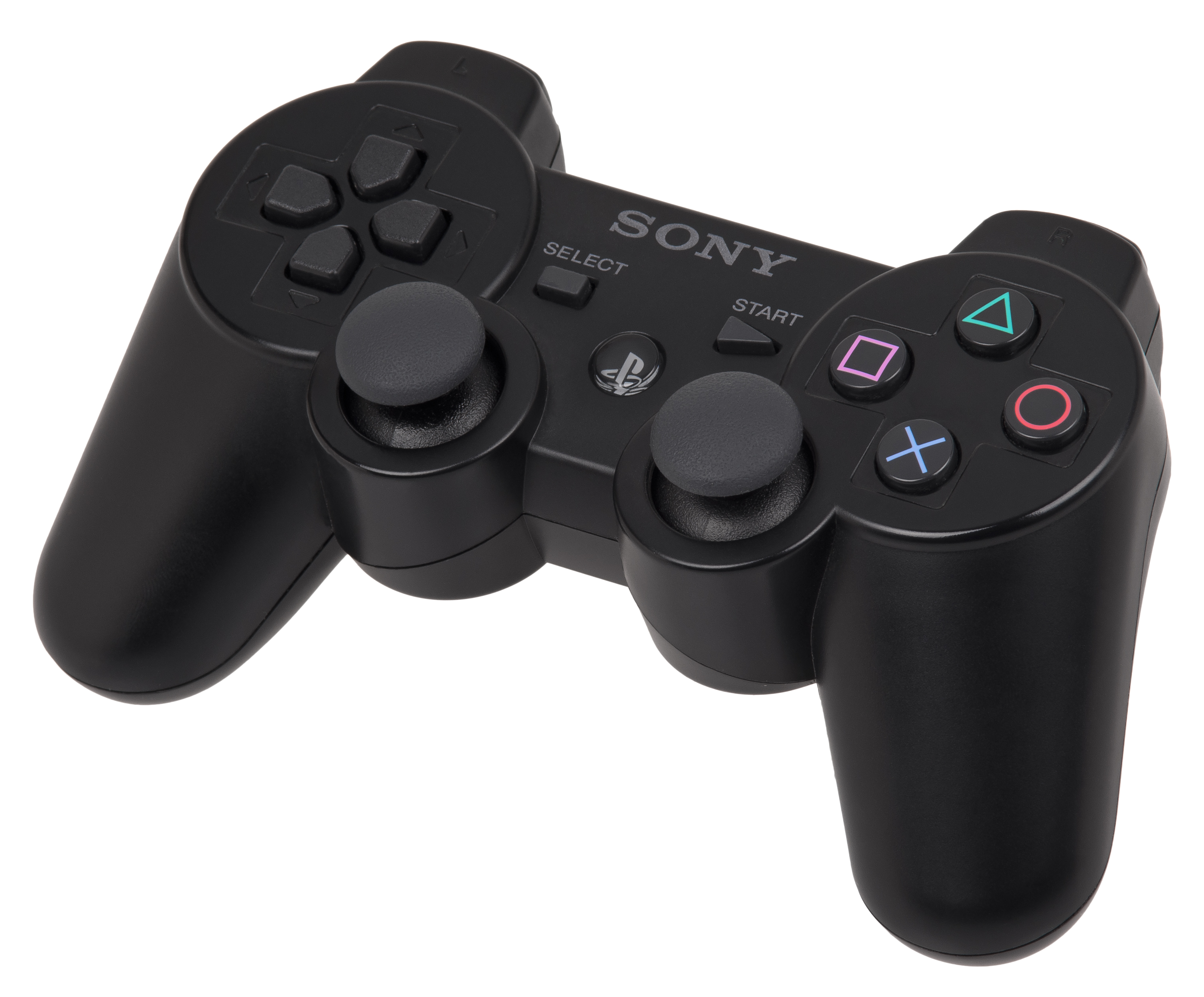
DualShock 3

Sostituendo il Sixaxis come controller standard per PlayStation 3, il DualShock 3 (SCPH-98050/CECHZC2, marchio registrato "DUALSHOCK 3") presenta le stesse funzioni e lo stesso design (incluso il rilevamento del movimento "Sixaxis"), ma con funzionalità di feedback delle vibrazioni.
Esteticamente, il DualShock 3 è quasi identico al Sixaxis, con le uniche differenze che "DUALSHOCK 3" è stampato sulla parte superiore (con l'etichetta originale "SIXAXIS" spostata verso il basso) e che il corpo è realizzato in plastica opaca anziché in plastica leggermente traslucida utilizzata sul Sixaxis. La funzione di vibrazione non interferisce con la funzione di rilevamento del movimento ed è possibile utilizzare entrambe le funzioni contemporaneamente. Come il Sixaxis, è un controller wireless con una porta mini-USB sul retro che viene utilizzata per la ricarica e per giocare durante la ricarica.
Rilasciato insieme ai nuovi modelli PlayStation 3 in Giappone l'11 gennaio 2008, il DualShock 3 era inizialmente disponibile nei colori Nero e Bianco Ceramica, abbinati alle opzioni di colore per i nuovi modelli di console. Il 6 marzo è stato rilasciato in Giappone un DualShock 3 Satin Silver, sempre insieme a un nuovo colore della console. Il DualShock 3 nero è stato rilasciato negli Stati Uniti il 2 aprile e in Europa il 2 luglio. Il 30 ottobre 2008, il DualShock 3 è diventato il controller standard fornito con le console PlayStation 3, a partire dai modelli da 80 GB (non retrocompatibili con PS2).
Entrambi i controller possono essere utilizzati anche su PSP Go tramite Bluetooth (richiede un sistema PSP per la connessione iniziale).

## Adattatore per Memory Card

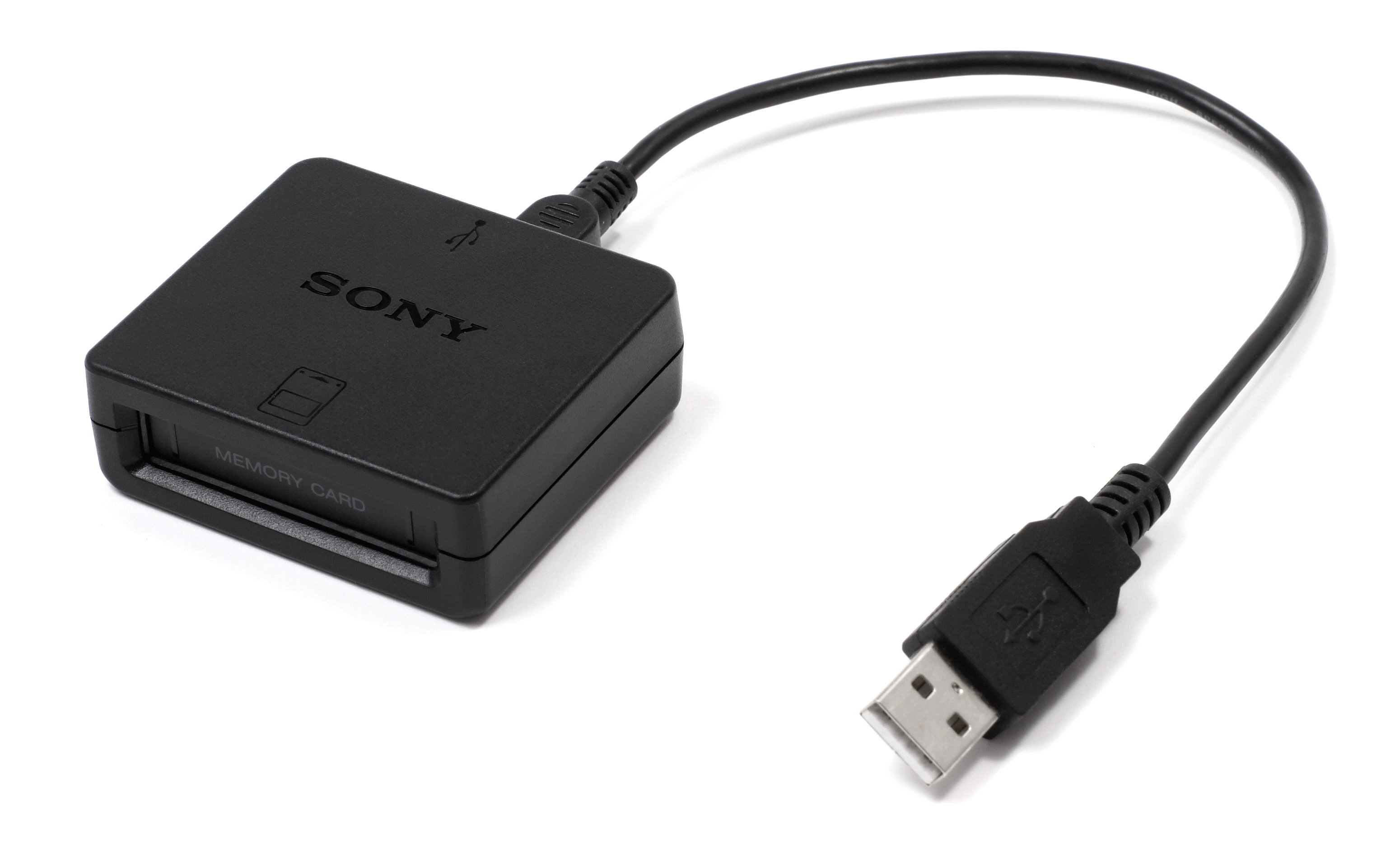
Adattaore per Memory Card

L'adattatore per Memory Card per PlayStation 3 (CECHZM1) è un dispositivo che consente il trasferimento dei dati da una scheda di memoria PlayStation o PlayStation 2 al disco rigido della PlayStation 3. Al momento del lancio, il dispositivo non supportava il trasferimento dei file di gioco salvati su una scheda di memoria, ma con il rilascio del software di sistema PlayStation 3 versione 1.80, l'utente è ora in grado di trasferire i salvataggi dei giochi PS1 e PS2 dalla PS3 direttamente su una scheda di memoria fisica tramite l'adattatore. I file di gioco salvati su PlayStation 2 possono anche essere trasferiti tra utenti PlayStation 3 tramite altri formati di memory card attuali. Il dispositivo si collega alla porta USB della PlayStation 3 da un'estremità tramite un cavo USB Mini-B (non incluso con l'adattatore, ma era incluso con la console stessa) e presenta una porta per memory card PlayStation 2 dall'altra estremità. L'adattatore funziona con ogni modello di PlayStation 3, indipendentemente dal fatto che sia compatibile o meno con i giochi PlayStation 2. L'adattatore era disponibile per l'acquisto contemporaneamente al lancio della console. L'adattatore per memory card è stato rilasciato il 25 maggio 2007 nel Regno Unito.

## Telecomando

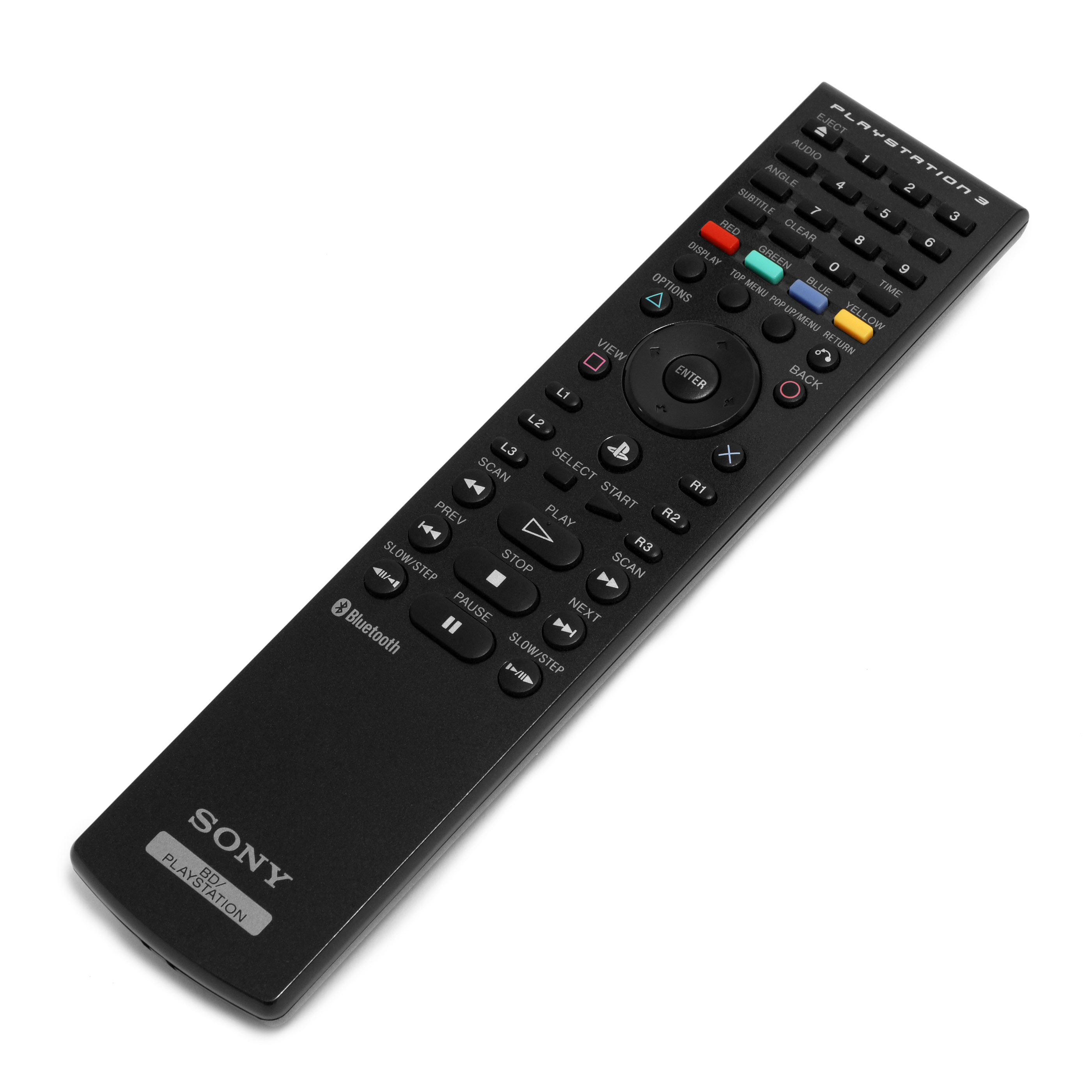
Telecomando

La PS3 è compatibile con qualsiasi telecomando Blu-ray Disc/DVD Bluetooth. Con un adattatore USB o Bluetooth è compatibile anche con molti Blu-ray Disc/DVD e telecomandi universali. A differenza della PS2, la PS3 non dispone di un ricevitore a infrarossi; tutti i telecomandi compatibili utilizzano invece il Bluetooth.
Il telecomando per dischi Blu-ray (CECHZR1) è un telecomando Bluetooth dotato di funzioni remote standard per dischi Blu-ray e DVD, quali visualizzazione/selezione di capitoli e controllo del menu one-touch. Inoltre ha tutti i pulsanti PlayStation standard: , , , , L1, L2, L3, R1, R2, R3, Start, Select e un Pulsante PS/Home per accendere e spegnere la PS3 e accedere alla XMB.

## Cavi

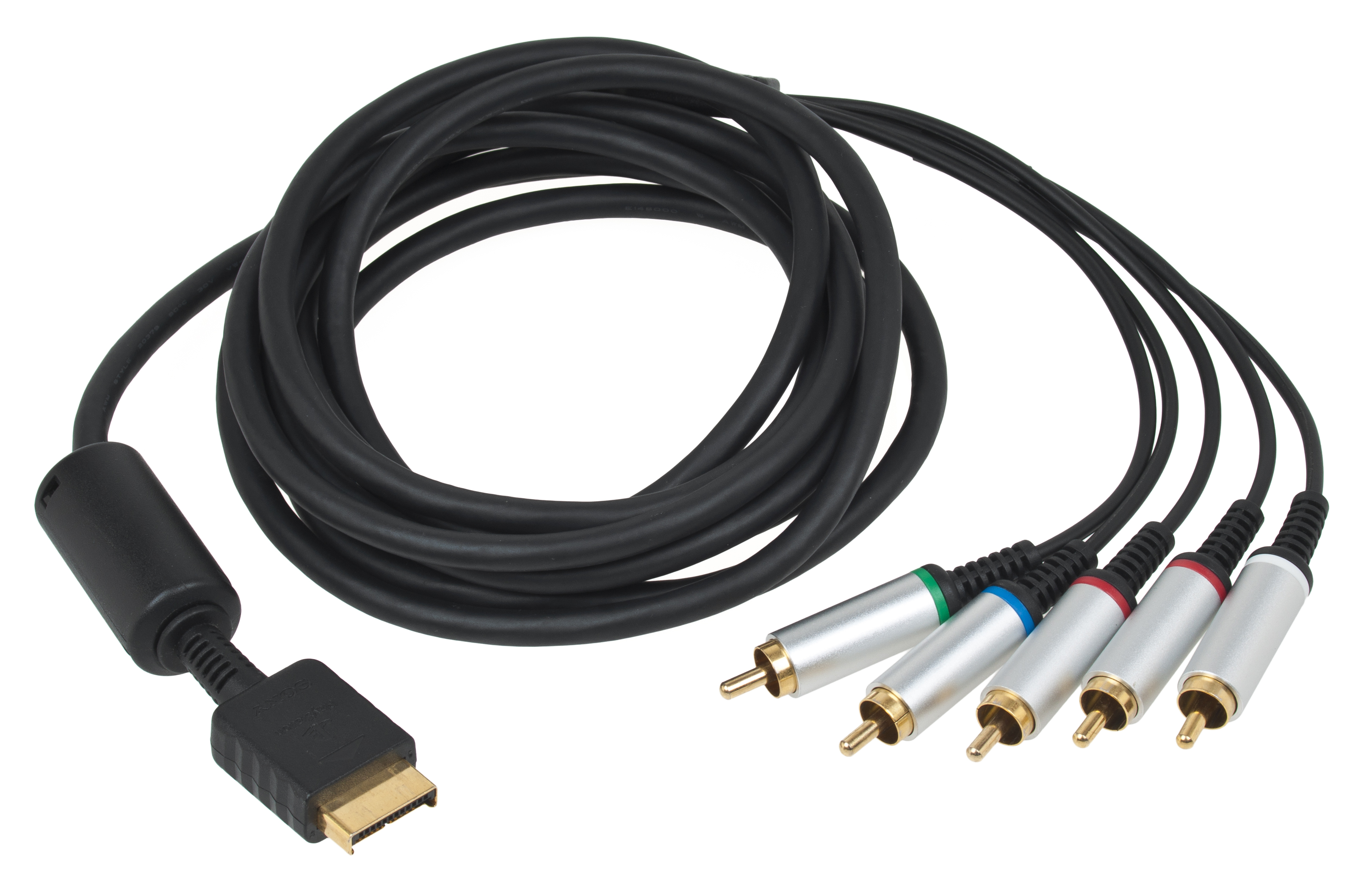
Component

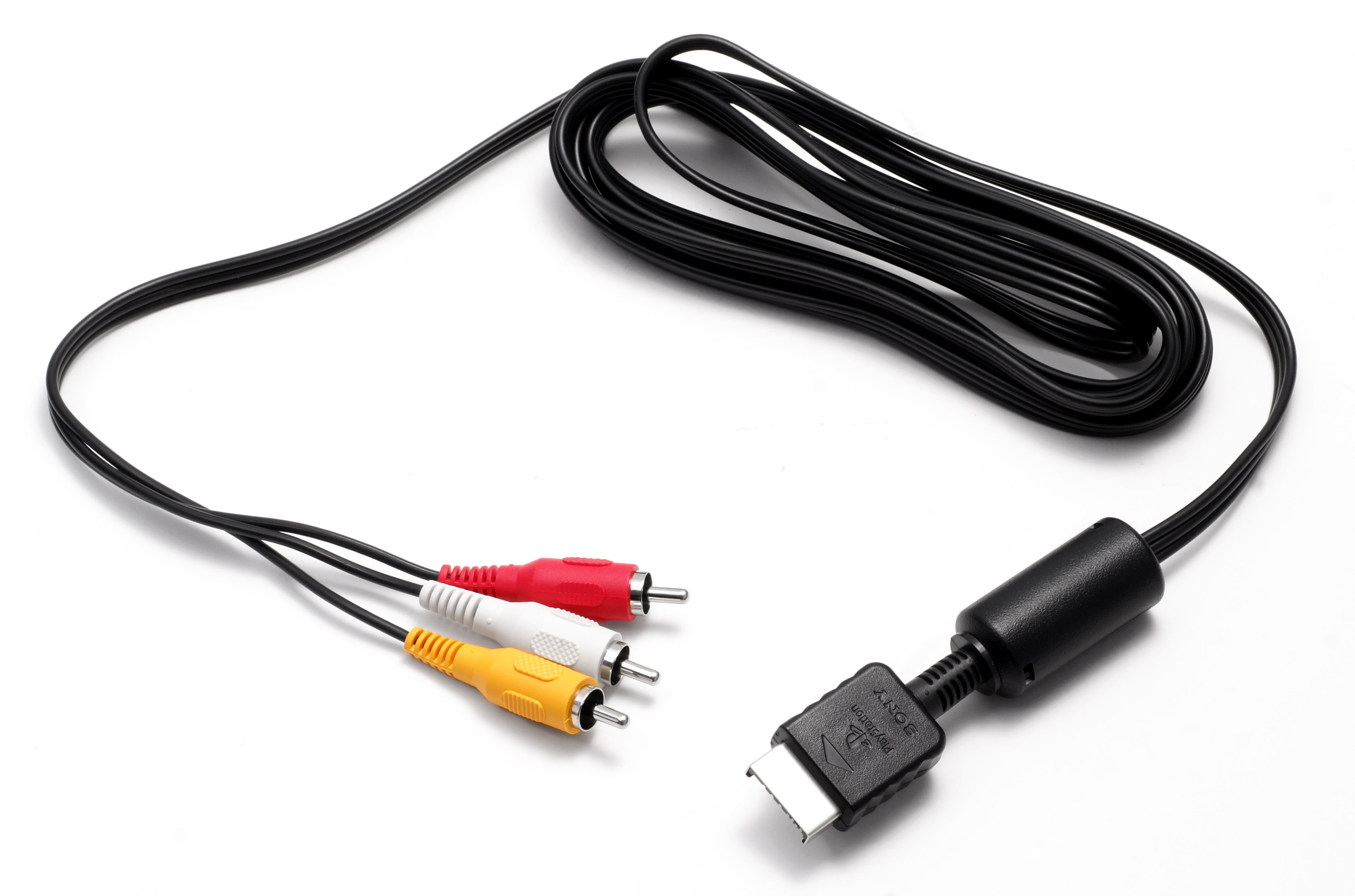
Composito

Sono compatibili sia i cavi HDMI ufficiali che quelli standard di terze parti. Per il video analogico, sono disponibili cavi A/V D-Terminal (solo per il Giappone) e componenti (YPbPr) ufficiali e tutti i cavi componenti modulatore RF, composito, S-Video, RGB SCART e YPBPR per PlayStation e PlayStation 2 sono compatibili con PlayStation 3, poiché utilizzano la stessa porta "A/V Multi Out".
Dal lato audio, i cavi A/V collegati all'"A/V Multi out" consentono 2.0 canali (stereo), mentre l'"uscita digitale" ottica (TOSLINK) consente sia 2.0 canali (LPCM) che 5.1 canali (Dolby Digital e DTS) e "HDMI out" (Ver.1.3) supporta 2.0 canali, 5.1 canali e 7.1 canali (vari formati).
Le unità vendute nelle regioni NTSC sono compatibili con SD/ED NTSC, 720p, 1080i e 1080p, mentre quelle disponibili nelle regioni PAL sono compatibili con SD/ED PAL, 720p, 1080i e 1080p. Un sistema NTSC (480i/480p) non può riprodurre giochi e DVD PAL (576i/576p) (DVD-Video/DVD-Audio), tuttavia le unità PAL possono visualizzare DVD NTSC "Tutte le regioni". Questo blocco regionale non influisce sull'uscita HD (720p/1080i/1080p), ad eccezione dei film su disco Blu-ray.

### Linea HD
- Cavo HDMI: 1080p (HD), 1080i (HD), 720p (HD), 576p (ED PAL), 480p (ED NTSC), 480i (SD NTSC)
- Cavo D-Terminal (D端子) (SCPH-10510) mercato giapponese 
 D5: 1080p (HD), 720p (HD), 480p (ED NTSC)/480i (SD NTSC) 
 D4: 720p (HD), 480p (ED NTSC)/480i (SD NTSC) 
 D3: 1080i (HD), 480p (ED NTSC)/480i (SD NTSC) 
 D2: 480p (ED NTSC)/480i (SD NTSC) 
 D1: 480i (SD NTSC)
- Cavo A/V Component (YPbPr) (SCPH-10490): 1080p (HD), 1080i (HD), 720p (HD), 576p (ED PAL) /576i (SD PAL), 480p (ED NTSC) /480i (SD NTSC)

### Linea SD
- Cavo RGB SCART (Péritel) (SCPH-10142): 576i (SD PAL), 480i (SD NTSC) mercato europeo
- Cavo A/V multi (AVマルチ) (VMC-AVM250): 480p (ED NTSC)/480i (SD NTSC) mercato giapponese
- Cavo S-Video (SCPH-10480): 576i (SD PAL), 480i (SD NTSC)
- Cavo A/V (video composito) (SCPH-10500) (in dotazione con tutti i sistemi): 576i (SD PAL), 480i (SD NTSC)

## PlayStation Eye

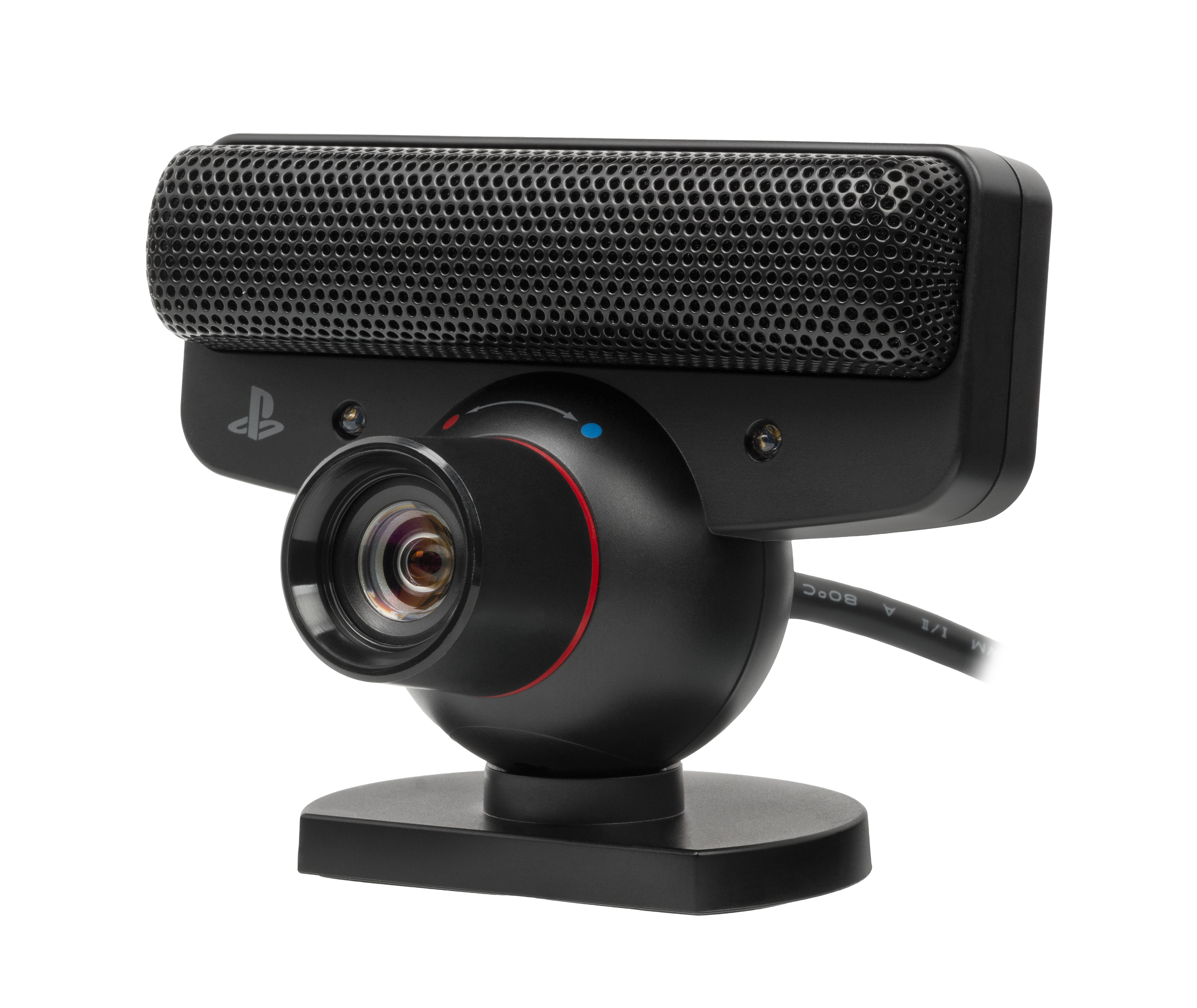
PlayStation Eye

PlayStation Eye è una versione aggiornata della webcam USB EyeToy progettata per PlayStation 3. Non funziona con i giochi EyeToy per PS2, ma la PS3 supporta PlayStation 2 EyeToy, utilizzando le funzionalità della fotocamera e del microfono. Un aggiornamento del firmware ha consentito alla PlayStation 3 di supportare tutte le webcam USB che utilizzavano la classe video USB.

## PlayStation Move

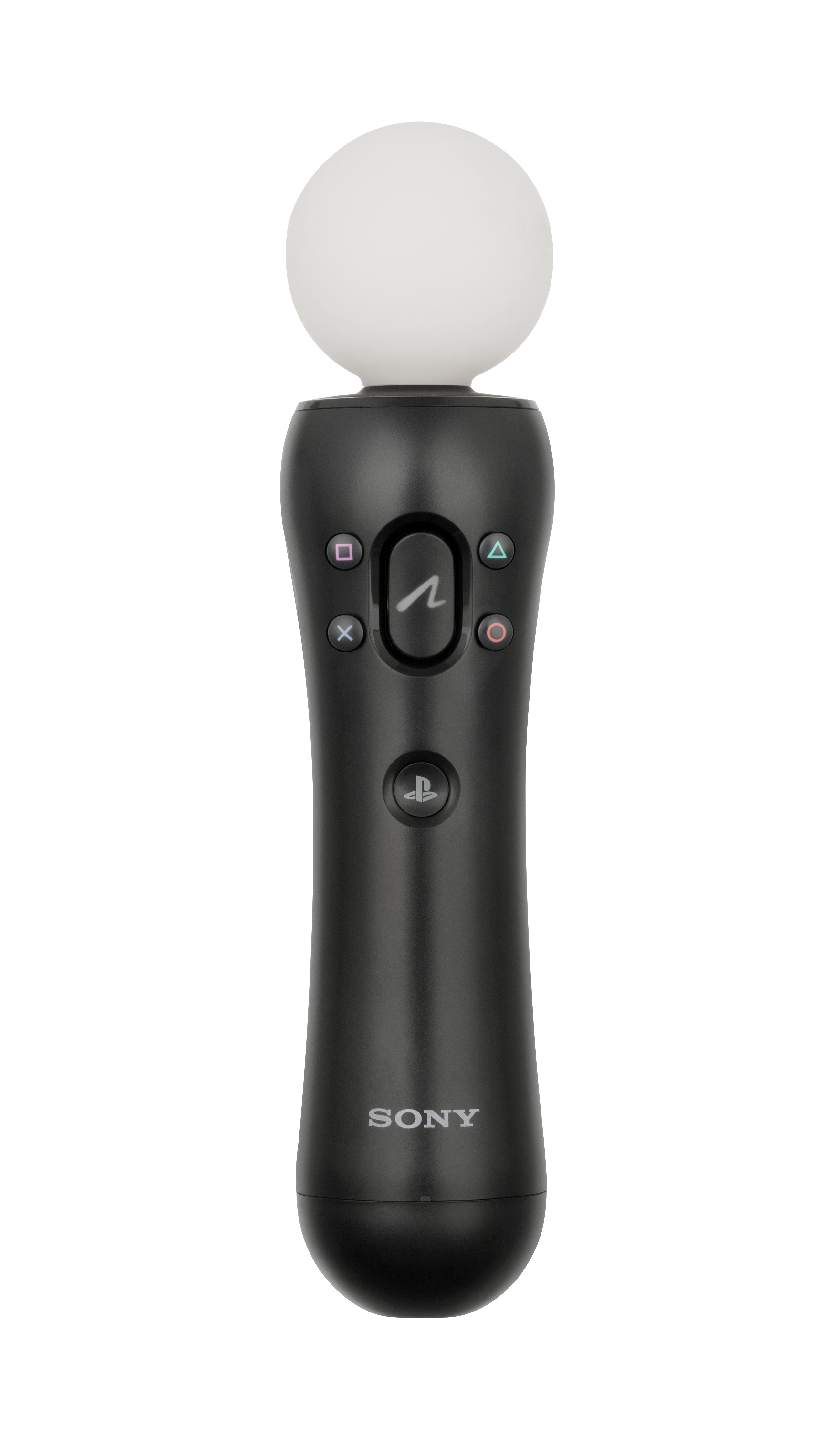
PlayStation Move

PlayStation Move è una piattaforma controller di gioco con rilevamento del movimento per la console per videogiochi PlayStation 3 (PS3) di Sony Computer Entertainment (SCE). In precedenza si chiamava PlayStation Motion Controller. Basato su una bacchetta controller di movimento portatile, PlayStation Move utilizza la webcam PlayStation Eye per tracciare la posizione della bacchetta e sensori inerziali nella bacchetta per rilevarne il movimento (simile al telecomando Wii). Rivelato per la prima volta il 2 giugno 2009, PlayStation Move è stato lanciato nel settembre 2010 nella maggior parte dei paesi e nell'ottobre 2010 in Giappone. L'hardware disponibile al momento del lancio includeva il controller di movimento PlayStation Move principale e un controller di navigazione PlayStation Move opzionale.

## Auricolare

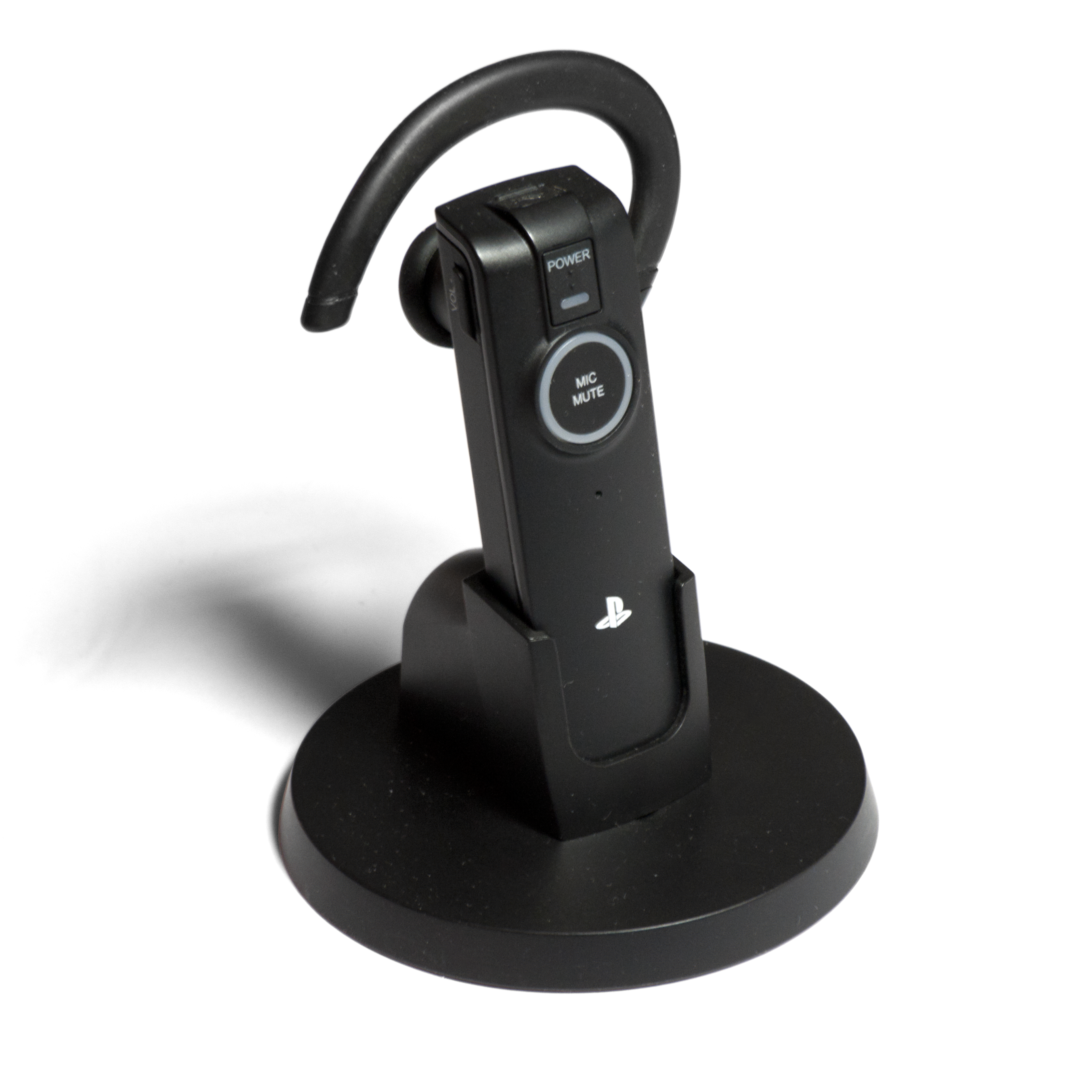
Auricolare

Il 27 giugno 2008, è stato annunciato che l'auricolare che sarà abbinato alla versione Blu-ray Disc di SOCOM: Confrontation sarà l'auricolare Bluetooth ufficiale per PlayStation 3. Viene fornito con una base di ricarica in modo che possa caricarsi mentre è collegato a una delle porte USB del sistema, che viene commercializzata come utile per riporla quando non viene utilizzata.
Le cuffie ufficiali consentono una chat vocale di alta qualità e forniscono indicatori del livello del volume, del livello della batteria, dello stato di carica e dello stato della connessione sul display su schermo della PS3. Le cuffie possono essere utilizzate come microfono quando sono inserite nel supporto di ricarica: in questo caso l'uscita vocale dalla PS3 viene automaticamente trasferita alla TV. Le cuffie ufficiali PS3 sono compatibili anche con PSP Go, nonché con PC e telefoni cellulari dotati di Bluetooth.
Nel novembre 2010, Sony ha annunciato che avrebbe prodotto una nuova versione delle cuffie Bluetooth, più piccole del 30% e che avrebbero sostituito il modello esistente. Le cuffie riprogettate presentano anche una tecnologia di cancellazione del rumore più potente. Una versione "Urban Camouflage" delle cuffie è stata rilasciata il 19 aprile 2011 negli Stati Uniti in concomitanza con il lancio dei SOCOM: Forze Speciali.

## Tastiera Wireless

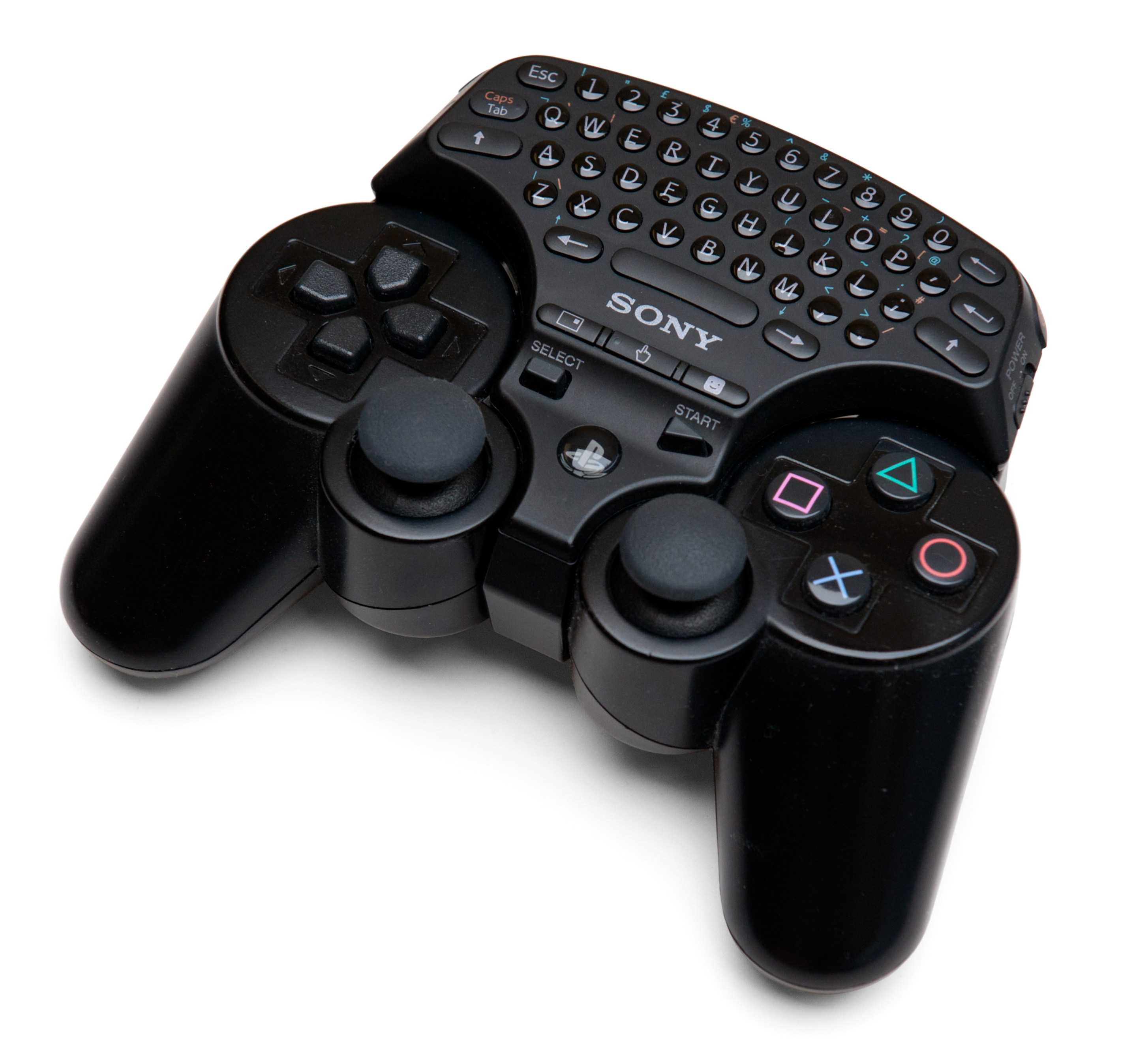
Tastiera Wireless

La periferica per tastiera wireless (CECHZK1x, dove x è un codice regionale) è stata lanciata in Europa il 28 novembre 2008, all'inizio di dicembre 2008 in Nord America ed è arrivata in Giappone alla fine del 2008. Oltre a fungere da tastiera, la tastiera wireless è dotata di un pulsante del touchpad (etichettato come una mano che punta, simile al puntatore utilizzato nel browser Web), che consente di utilizzare la superficie della tastiera come touchpad, consentendo agli utenti per spostare il puntatore facendo scorrere le dita sulla superficie della tastiera. In modalità touchpad, i pulsanti freccia sinistra e destra fungono rispettivamente da pulsanti sinistro e destro del mouse.
Sebbene progettata per essere collegata direttamente al controller, la tastiera è dotata di una batteria interna e di una connessione Bluetooth indipendente e non si collega elettronicamente al controller in alcun modo, il che significa che può funzionare separatamente dal controller. La tastiera deve essere prima collegata alla PlayStation 3 tramite un cavo da USB mini-B a USB-A o messa in modalità di rilevamento Bluetooth (tenendo premuto il tasto modificatore "blu" quando si accende il dispositivo) in modo che possa essere accoppiata e successivamente utilizzata. La modalità rilevamento può essere utilizzata anche per accoppiare la tastiera con altri dispositivi compatibili con Bluetooth come computer e telefoni cellulari, dove funzionerà sia come tastiera che come touchpad (se supportato dal dispositivo host). La tastiera dispone anche di due pulsanti di scelta rapida, che consentono agli utenti di passare alla schermata "Amici" e alla "Casella messaggi" sull'XMB durante il gioco.

## Adattatore AC
In vendita da gennaio 2009. L'adattatore AC permette di ricaricare qualsiasi periferica PS3 dotata di USB. Non sarà quindi più necessario lasciare accesa la console per ricaricare gli accessori.

## Microfoni Wireless
A partire da marzo 2009, i classici microfoni Singstar sono disponibili in versione wireless. Compatibili sia con PlayStation 3 che con PlayStation 2, possono essere utilizzati con qualsiasi titolo Singstar.

## Buzzers

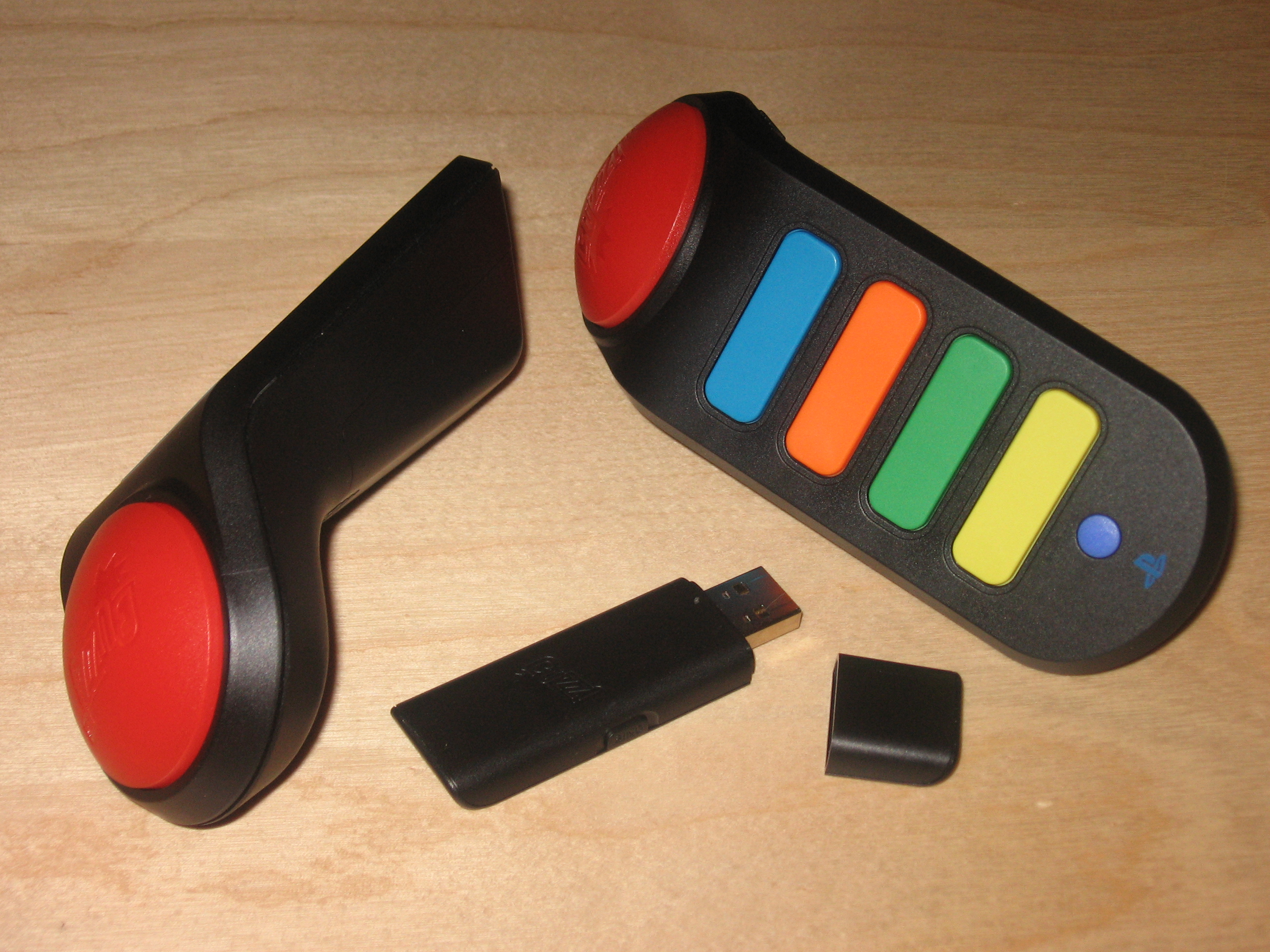
Buzzers wireless e adattatore USB

Il Buzz! Buzzer è un controller speciale progettato specificamente per Buzz! serie di giochi a quiz. Il controller è dotato di un grande pulsante rosso del cicalino e di quattro pulsanti colorati più piccoli per la selezione della risposta. Sono disponibili sia la versione cablata che quella wireless, fornite in bundle con Buzz! giochi. Un set di quattro cicalini funge da singolo dispositivo USB e si collega a una porta USB sulla PlayStation 3. Le versioni wireless si collegano tramite un dongle USB, con ciascun dongle in grado di supportare fino a 4 cicalini wireless alla volta. È necessario un secondo dongle per i cicalini aggiuntivi (per giochi da 8 giocatori). Sia la versione cablata che quella wireless dei cicalini sono compatibili sia con PlayStation 2 che con PlayStation 3.

## Schermo 3D
In vendita da novembre 2011, lo schermo 3D di 24" consente di vedere due immagini diverse sullo stesso schermo, grazie agli appositi occhialini attivi. Ogni giocatore vede quindi la propria parte del gioco. Dispone di due uscite HDMI, un'uscita per le cuffie, l'uscita component, e ha anche un subwoofer incluso. Per vedere in 3D con la PlayStation 3 è richiesto l'aggiornamento 3.30. Per riprodurre i Blu-Ray 3D è necessario avere l'aggiornamento 3.50.

## Wonderbook
Periferica per la visione di realtà aumentata attraverso un libro trasmesso sullo schermo.